# Anastazy Kiedrzyński
Anastazy Kiedrzyński (właściwie Piotr Kiedrzyński herbu Ostoja; ur. 1676, zm. 2 maja 1756 w Częstochowie) – polski duchowny rzymskokatolicki, zakonnik, prezbiter, doktor teologii, prowincjał Zakonu Świętego Pawła Pierwszego Pustelnika (paulinów), przeor klasztoru wieluńskego, na Jasnej Górze (1716–1719) oraz na Skałce w Krakowie (1722–1728).

## Życiorys

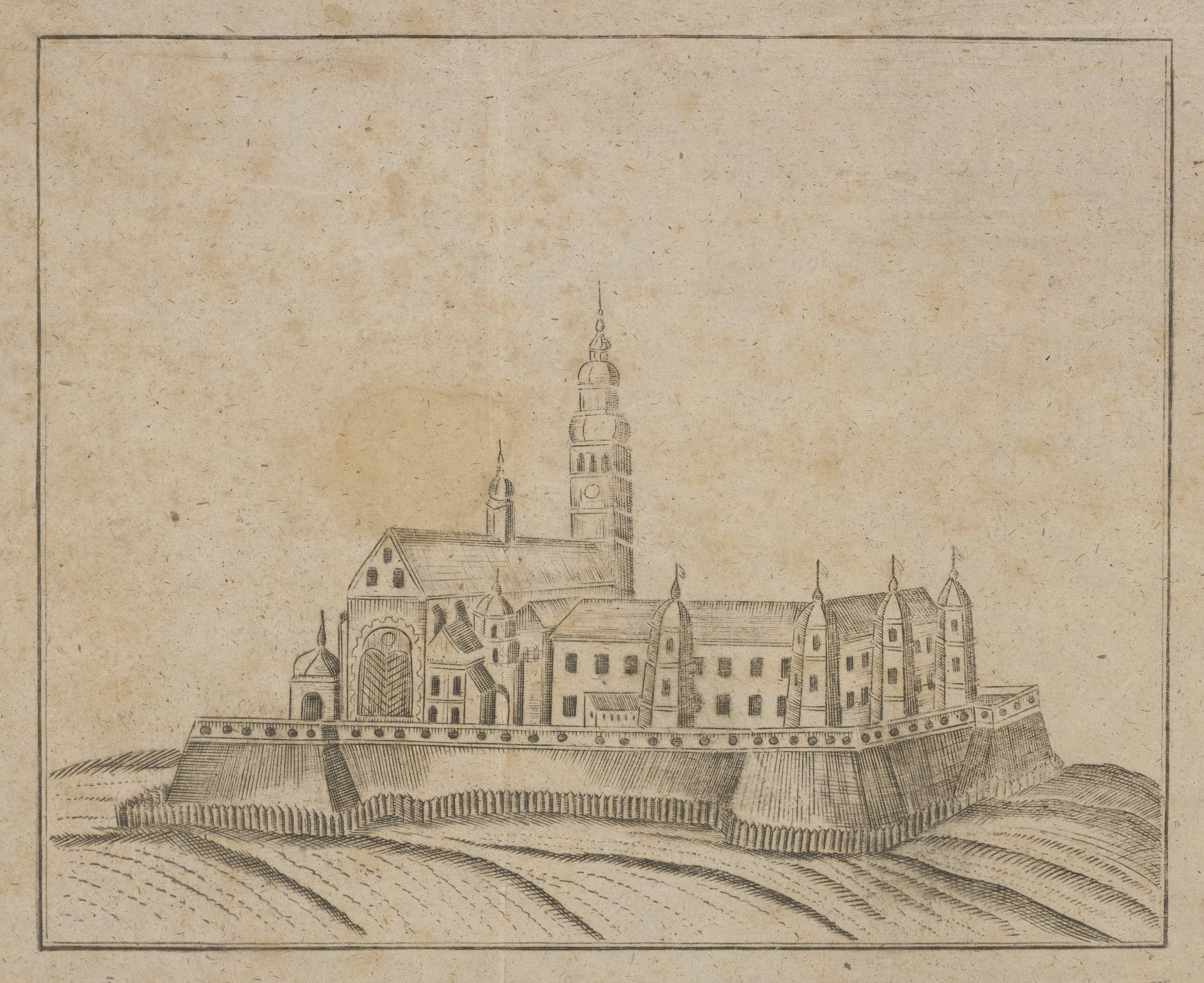
Jasna Góra – XVIII w.

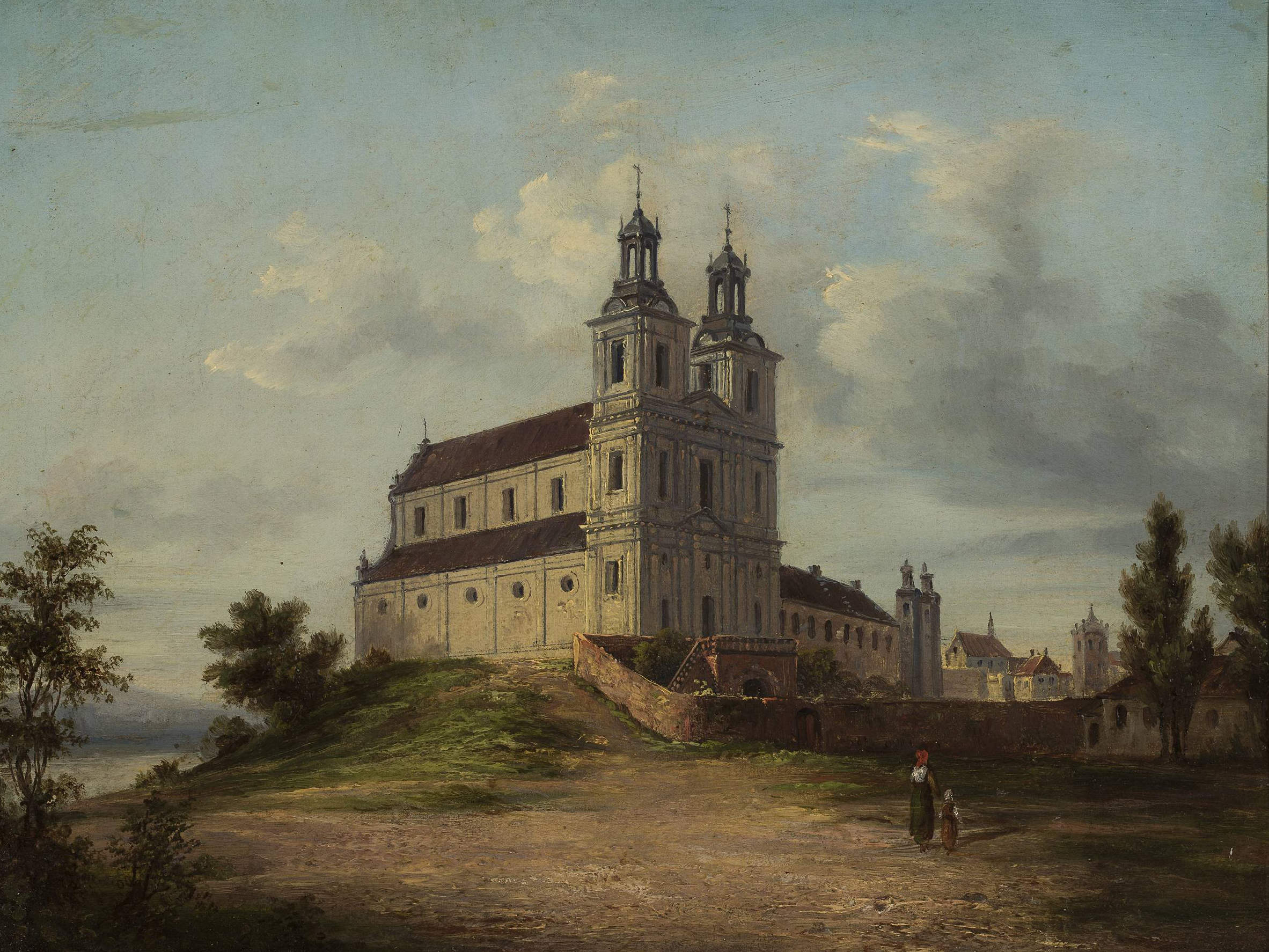
Kościół i klasztor Paulinów na Skałce na obrazie pędzla Adolfa Kozarskiego

Urodził się jako syn Ludwika i Zofii, któremu na chrzcie nadano imię Piotr. Pochodził z Woli Kodrębskiej koło Radomska. Do Zakonu Świętego Pawła Pierwszego Pustelnika wstąpił 6 lipca 1694 roku, przyjmując habit pauliński od o. Bartłomieja Szotarewicza OSPPE. Po odbytym nowicjacie, 7 lipca 1695 roku złożył śluby zakonne. Po ukończeniu studiów filozoficznych i teologicznych (uzyskał stopień doktora teologii), a następnie przyjął święcenia kapłańskie. Wymieniony został przez Adama Bonieckiego w Herbarzu polskim jako członek rodziny Kiedrzyńskich pieczętującej się herbem Ostoja, należącej do heraldycznego rodu Ostojów (Mościców), wywodzącej się z Kiedrzyna pod Częstochową.
Wykładał teologię spekulatywną. Dbał o rozwój nauki i studiów w zakonie paulińskim. Był przeorem w różnych klasztorach paulińskich – w Wieluniu, na Jasnej Górze (1716–1719) i w Krakowie na Skałce (1722–1728), gdzie z jego inicjatywy został wzniesiony barokowy kościół. Wielokrotnie był wybierany na urząd prowincjała, który pełnił w latach: 1713–1716, 1728–1731, 1731–1736, 1739–1745 i 1748–1750. Wspierał rozbudowę wielu klasztorów m.in. w Leśniowie i Wieruszowie. W klasztorze na Jasnej Górze przyczynił się do budowy i wyposażenia biblioteki. W latach dwudziestych XVIII wieku był proboszczem parafii w Dzietrznikach koło Wielunia. Wprowadzony został na to probostwo w Parznie 3 lipca 1719 roku przez biskupa Franciszka Kraszkowskiego, sufragana gnieźnieńskiego i oficjała generalnego.
Był historykiem kultu obrazu Matki Bożej Jasnogórskiej. Znane jest jego obszerne dzieło o cudownym obrazie (łac. Mensa Nazarea). Ponadto był autorem kazania wygłoszonego na zakończenie uroczystości koronacyjnych cudownego obrazu w 1717 roku pt. Nayaśnieysza Nieba i Królestwa Polskiego Augusta Maryja.
Ks. Józef Adamczyk w krótkim biogramie dotyczącym o. Anastazego, zawartym w dziele poświęconym wizerunkom dostojników duchownych w Sali Rycerskiej na Jasnej Górze, tak scharakteryzował jego osobę:

Był wzorem doskonałego zakonnika. Bracia zakonni niezmiernie go miłowali za słodycz w rządzeniu i skromność w obcowaniu; — przytem wielce był szanowany przez dygnitarzy krajowych, dla cnót obywatelskich i wysokiej roztropności w traktowaniu spraw społecznych.

Zmarł 2 maja 1756 roku w Częstochowie, przebywając w klasztorze św. Barbary.

## Publikacje
- Cezariusz od św. Józefa, Antoni Agapit Nowakowski, Dionizy Chełstowski, Paweł Doliński, Dominik Frydrychowicz, Andrzej Józef Karsznicki, Anastazy Kiedrzyński, Atanazy Ludwik Kierśnicki, Michał Krasowski, Szymon Olbiński, Dominik Paprocki, Innocenty Pokorski, Antoni Józef Rozmarynowski, Cyprian Sapecki, Narcyz Sołdan, Tomasz Szrzebnicki, Aleksy Marcelin Świderski: Nowa Korona Chwały Naywyższej Monarchini Niebá y Ziemie Najasnieyszey Krolowey Polskiey Maryi Pannie Wielkiey Zbáwicielá Nászego Matce, w Przecudownym Rytrákcie Ná Iasney Gorze Częstochowskiey z Woli Oycá Swiętego Klemensa XI. Naywyzszego Pasterza Koscioła Bozego, Roku Páńskiego 1717. Dniá 7. Septembrá. Przez Iasnie Wielmoznego I. M. Xiędza Krzysztofa z Słupowa Szembeka, Biskvpa ná ten czás Chełmskiego Vkoronowana. Przez Tryumfalną Szczęśliwey Inaugurátij Oktawę, drogimi Perłámi, Pánegirycznych Kazan, od Nayprzewielebnieyszych, y Przewielebnych Prałatow, y Godnych Enkomiastow, Przybrana, y Akkomodowana. z Dozwoleniem Starßych. Częstochowa: Na Iasney Gorze Częstochowskiey pod pracę, y prasę drukarską podana, 1718. OCLC 899824990. Brak numerów stron w książce
- Anastazy Kiedrzyński, Mensa Nazarea abunde specialibus indesinentium miraculorum et gratiarum dapibus illiciisque referta et liberaliter cuiuscunque conditionis hominibus aperta seu Historia Imaginis Divae Claromontanae a S. Luca Evangelista depictae proposita ab A. R. P. Anastasio Kiedzyński Ordinis S. Pauli primi Eremitae Provinciae Polonae Patre SS. Theolog. Doctore, Częstochowa: Drukarnia OO. Paulinów, 1763, OCLC 1042435720 (łac.). Brak numerów stron w książce